# 826
Évszázadok: 8. század – 9. század – 10. század
Évtizedek: 770-es évek – 780-as évek – 790-es évek – 800-as évek – 810-es évek – 820-as évek – 830-as évek – 840-es évek – 850-es évek – 860-as évek – 870-es évek
Évek: 821 – 822 – 823 – 824 –  825 – 826 – 827 – 828 – 829 – 830 – 831

## Események

### Európa
- Euphémiosz, a Bizánci Birodalomhoz tartozó Szicília flottaparancsnoka feldúlja Ifríkija (a mai Tunézia) partvidékét és arab kereskedőhajókat fog el. Mikor visszatér Siracusába, megtudja, hogy II. Mikhaél császár lefokozta és előírta megbüntetését (ennek oka nem világos, a korabeli krónikások szerint a tengernagy elrabolt és feleségül vett egy apácát, mai történészek állítása szerint a császár túl önállónak tartotta őt). Euphémiosz fellázad, császárrá kiáltja ki magát, elfoglalja Siracusát és kivégezteti Kónsztantinosz Szoudasz kormányzót. Társai azonban ellene fordulnak és elűzik. Euphémiosz Zijadat Alláh aglabida emírhez menekül és ígéretet tesz neki, hogy adófizetője lesz, ha segít elfoglalni Szicíliát.
- A kelet-angliaiak fellázadnak a merciai uralom ellen. Beornwulf király a felkelés leverésére indul, de az egyik csatában megölik. A merciai trónt Ludeca szerzi meg.
- Harald Klak dán király (akit frank nyomásra Horik király elfogadott társuralkodójának) Mainzban családjával együtt megkeresztelkedik és Jámbor Lajos császár neki adományozza a fríziai Rüstringen grófságát, hogy legyen hová visszavonulnia, ha elűzik.
- Meghal I. Asot, a kaukázusi Ibéria fejedelme. Országát három fia, I. Bagrat, II. Adarnasze és Guaram örökli.

### Korea
- Meghal Hondok, Silla királya. Utódja öccse, Hungdok.

## Születések
- Montuku, japán császár
- Septimaniai Vilmos, Toulouse és Barcelona grófa
- Szent Cirill, bizánci hittérítő
- Toszon, koreai buddhista szerzetes
- Szábit ibn Kurra, arab filozófus, matematikus

## Halálozások
- november 11. – Sztudita Szent Theodórosz, bizánci teológus
- I. Asot, ibériai fejedelem
- Asot Mszaker, örmény fejedelem
- Beornwulf, merciai király
- Hondok, sillai király

## Fordítás
- Ez a szócikk részben vagy egészben  a(z)   826 című angol Wikipédia-szócikk ezen változatának fordításán alapul.  Az eredeti cikk szerkesztőit annak laptörténete sorolja fel. Ez a jelzés csupán a megfogalmazás eredetét és a szerzői jogokat jelzi, nem szolgál a cikkben szereplő információk forrásmegjelöléseként.